# Vesperthe (Wüstung)
Vesperthe ist eine Wüstung auf dem Gebiet des Stadtteils Fürstenberg von Bad Wünnenberg in Nordrhein-Westfalen. Die Siedlung lag an der Stelle des heutigen Fürstenberger Friedhofs.

## Geschichte
Der Ort wurde erstmals im 11. Jahrhundert urkundlich erwähnt. Das 1229 gegründete Zisterzienserinnen-Kloster in Paderborn hatte dort Besitz. Am 31. Oktober 1217 weihte dort Bischof Bernard III. von Paderborn eine Kapelle ein, die der Edle Widekind von Vesperthe erbaut hatte.
Im Jahre 1391 wurde Vesperthe in der Bengler Fehde mit weiteren Orten in der näheren Umgebung zerstört. Im 15. Jahrhundert ging die Wüstung in den Besitz der Herren von Westphalen über. In den Jahren danach wurde die verfallene Kirche wieder aufgebaut und von den Fürstenberger Bürgern von 1658 bis 1758 als Kirchengebäude genutzt. Nach dem Bau der Pfarrkirche Sankt Marien verfiel die Vesperther Kirche. 1847 wurde an ihrer Stelle eine Kapelle errichtet.